# Calceolaria scapiflora
Calceolaria scapiflora là một loài thực vật có hoa trong họ Calceolariaceae. Loài này được (Ruiz & Pav.) Benth. mô tả khoa học đầu tiên năm 1846.